# Maurice Debesse
Pour les articles homonymes, voir Debesse.
Maurice Debesse, né le 19 novembre 1903 à Firminy et mort à Archamps le 18 juillet 1998, est un pédagogue français, professeur de sciences de l'éducation et introducteur de cette discipline au sein de l'université française en 1967.

## Biographie
Fils d'institutrice dans un petit village de la Loire, il apprend à lire à la maison. Orphelin de son père qui meurt pendant la Première Guerre mondiale, il est pupille de la nation. Pendant cette période, les instituteurs étant mobilisés sur le front, le tout jeune Maurice Debesse devient moniteur dans l'école où il est aussi élève.
Il est ensuite élève de l’école normale primaire de Montbrison (1919-1922) puis à l’École normale supérieure de Saint-Cloud (1923-1925). Il est professeur d’histoire-géographie à l’école normale de Châlons-sur-Saône en 1927, puis à celle de Dijon (où il côtoie Gaston Bachelard). Il suit des cours d'Henri Wallon à l'Institut de psychologie et soutient en 1937 une thèse d'État dirigée par Henri Delacroix, une thèse principale intitulée La crise d’originalité juvénile, et une thèse complémentaire intitulée Comment étudier les adolescents. Examen des confidences juvéniles.
Pendant la Seconde Guerre mondiale, il est mobilisé et fait prisonnier.
Il est nommé professeur de psychologie pédagogique  à l’université de Strasbourg (1945-1956) et dirige le centre psychopédagogique de cette ville, avec Juliette Favez-Boutonier. En 1957, il est nommé titulaire de la chaire de pédagogie à la Sorbonne. En 1967, il organise, avec Jean Château, professeur à Bordeaux et Gaston Mialaret, professeur à Caen, les trois premiers cursus universitaires de sciences de l’éducation français.

## Publications
- Essai sur la crise d'originalité juvénile, Paris : Librairie Félix Alcan, 1936
- Comment étudier les adolescents : examen critique des confidences juvéniles, 1937
- La Crise d'originalité juvénile, Paris, Puf, 1941
- L'Adolescence, Paris, Puf, coll. « Que sais-je ? », no 102, 1942  (ISBN 978-2-13-045264-5)
- Les étapes de l'éducation, Paris, Puf, 1952  (ISBN 978-2-13-045224-9)
- La scolarisation de l'enfant et ses anomalies, Paris, SUDEL, 1953
- La contribution de la recherche aux changements dans l'éducation des adolescents, Paedagogica Europaea, 1966
- Traité des sciences pédagogiques, Paris, Puf, 1974-1978, 8 vol.[2],[3]
- (dir.) Psychologie de l'enfant, de la naissance à l'adolescence, Paris, Armand Colin, 1965

## Distinctions
- Croix de Guerre 1939-1945[1]
- 1942 : prix Eugène-Carrière de l’Académie française[4]
- 1955 : chevalier de la Légion d’honneur
- 1968 : commandeur dans l’ordre des Palmes académiques
- Docteur honoris causa de l'université de Gand[1]
- 1987 : docteur honoris causa de l'université de Genève[5]